# Химич Анатолій Олександрович
Анато́лій Олекса́ндрович Хи́мич (нар.11 квітня 1957) — радянський і український кінооператор. Член Національної спілки кінематографістів України. Лауреат Мистецької премії «Київ» ім. Івана Миколайчука (2018)

## Життєпис
Народився 11 квітня 1957 р. Закінчив Всесоюзний державний інститут кінематографії (1987).
Викладає «Майстерність телеоператора» та інші дисципліни на Кафедрі операторської майстерності Київського національного університету культури і мистецтв.
Працював на кіностудії «Укркінохроніка».
У травні 2018-го актрису Ніну Антонову, звукорежисера Ігоря Барбу та кінооператора Анатолія Химича за фільм «Головна роль» нагороджено Мистецькою премією «Київ» ім. Івана Миколайчука.

## Нагороди
| Нагороди й номінації | Нагороди й номінації                           | Нагороди й номінації   | Нагороди й номінації | Нагороди й номінації |
| Рік                  | Премія                                         | Номінація              | Робота               | Результат            |
| -------------------- | ---------------------------------------------- | ---------------------- | -------------------- | -------------------- |
| 2018                 | Мистецької премії «Київ» ім. Івана Миколайчука | У галузі кіномистецтва | «Головна роль»       | Перемога             |

## Фільмографія
- «Реконструкція» (1987, у співавт.)
- «Врубай Бітлів» (1990, у співавт. з І. Керсеком і А. Онопрієнком),
- «Якщо ти підеш» (1992)
- «Українці, ми врятовані» (1992)
- «Хто хоче війни» (1992)
- «Дніпровська ГЕС» (1997)
- «Джокер» (2004, 2 с)
- «Троянський Спас» (2004)
- «Ігри дорослих дівчат»/ рос. «Игры взрослых девочек» (2004)
- «Мертвий, живий, небезпечний» (2006)
- «Повернути Віру» (2006)
- «Гроші для доньки» (2007)
- «Квартет для двох» (2007)
- «Гвардія» (2015)
- «Головна роль» (2016, док. фільм)

Фільмографія (інший варіант)  
| Місяць рік виконання | Назва киностудии                               | Назва кінофільма (телевізійної програми) ефірний час, колір                             | |                          |
| 09.1984              | Укркінохроника                                 | «Розбіг» 10хв. чорно-білий                                                              | | Кінооператор-постановник |
| 01.1985              | Укркінохроника                                 | «Памяти вечная нить» 10хв. чорно-білий                                                  | | Кінооператор-постановник |
| 01.1986              | Укркінохроника                                 | «Не спеши обгонять» 10хв. Колір.                                                        | Диплом МКФ в Карлови-Вари (Чехословаччина) | Кінооператор-постановник |
| 06.1986              | Укркінохроника                                 | «Кубок Кубків знову в Києві» 10хв. чорно-білий                                          | | Кінооператор-постановник |
| 11.1986              | Укркінохроника                                 | «Чорнобиль-хроника тяжких тижнів» 60хв. колір                                           | Приз «Чорна Перлина» МКФ в місті Венеція. Понад 10-ти Міжнародних призів та дипломів | Кінооператор             |
| 01.1987              | Укркінохроника                                 | «Той самий хлопець»20хв. колір                                                          | | Кінооператор-постановник |
| 02.1987              | Укркінохроника                                 | «Реконструкція» 20хв. колір                                                             | | Кінооператор-постановник |
| 06.1987              | Укркінохроника                                 | «День Києва» 20хв. колір                                                                | | Кінооператор-постановник |
| 07.1987              | Укркінохроника                                 | «Ми кордону не скажемо прощай» 20хв. чорно-білий                                        | | Кінооператор-постановник |
| 02.1988              | Укркінохроника                                 | «Земля наша кормилиця» 20хв. колір                                                      | Другий приз на ВКФ екологічних фільмів у м. Новосибірську. Диплом 2-го ст. та медаль ВДНГ УРСР, 1989 | Кінооператор-постановник |
| 10.1988              | Укркінохроника                                 | «Протистояння» 20хв. колір                                                              | Медаль ВДНГ України І ступеню (1987). | Кінооператор-постановник |
| 02.1989              | Укркінохроника                                 | «Володимир Шевченко від Кулунди до Чернобиля» 20хв. колір                               | | Кінооператор-постановник |
| 12.1989              | Укркінохроника                                 | «Уберіть Силкіна» 20хв. чорно-білий                                                     | | Кінооператор-постановник |
| 02.1990              | Укркінохроника                                 | «Дитина повінна жити» 10хв. колір                                                       | | Кінооператор-постановник |
| 05.1990              | Укркінохроника                                 | «Инакомислячий» 20хв. чорнобілий                                                        | | Кінооператор-постановник |
| 09.1990              | Укркінохроника                                 | «Мадонна в касці» 20хв. чорнобілий                                                      | | Кінооператор-постановник |
| 12.1990              | Укркінохроника                                 | «Врубай Битлів» 30хв. колір                                                             | Диплом МКФ в м. Тампере /Фінляндія/ Диплом МКФ «Українська гласність» м. Торонто/Канада/Диплом журі МКФ в м. Флоренція /Італія/ Диплом та Приз МКФ «Mediawave»/Угорщина/ | Кінооператор-постановник |
| 02.1991              | Укркінохроника                                 | «Наш Лупашко» 20хв. чорно-білий                                                         | | Кінооператор-постановник |
| 08.1991              | Укркінохроника                                 | «Дні Англії в Києві» 20хв. колір                                                        | | Кінооператор-постановник |
| 12.1991              | Укркінохроника                                 | «Право сильного» 10хв. колір                                                            | | Кінооператор-постановник |
| 04.1992              | Укркінохроника                                 | «Знак тире» 60хв. колір                                                                 | МКФ «АртСалон» (Потсдам) Диплом журі МКФ в Ніоні (Швейцарія) МКФ в Амстердамі (Нідерланди). Та інші. | Кінооператор-постановник |
| 06.1992              | Укркінохроника                                 | «Дислокація» 10хв. колір                                                                | Гран-при МКФ Клермон-Ферані (Франция) | Кінооператор-постановник |
| 08.1992              | Укркінохроника                                 | «Мама. Дуже особисте» 30хв. колір                                                       | Диплом кінофестивалю «Россия» (Єкатеринбург) | Кінооператор-постановник |
| 08.1992              | Укркінохроника                                 | «Сім сльозин» 10хв. колір                                                               | Приз ФІПРЕСІ на МКФ в місті Штутгардт /Німеччина/1993 Диплом журі МКФ «Послання до людини» Санкт- Петербург. Головний приз «Золота Оранта» МКФ Духовних фільмів.(Київ) Диплом на МКФ «Золотий Вітязь» (Москва) Диплом журі на МКФ в місті Вілле де Конде (Португалія)                                                  | Кінооператор-постановник |
| 11.1992              | Укркінохроника                                 | «Хто хоче війни» 60хв. колір                                                            | | Кінооператор-постановник |
| 02.1993              | Укркінохроника                                 | «На честь героїв» 20хв. колір                                                           | | Кінооператор-постановник |
| 05.1993              | Укркінохроника                                 | «Камо грядеши» 10хв. колір                                                              | | Кінооператор-постановник |
| 04.1996              | СТБ — Інерньюз                                 | « Кинорежисер Георгій Шкляревський» 10хв. из докуметального циклу «Невідоме кіно» колір | | Кінооператор-постановник |
| 04.1996              | СТБ — Інерньюз                                 | «Дім на Щорса18» 10хв. из докуметального циклу «Невідоме кіно» колір                    | | Кінооператор-постановник |
| 06.1996              | СТБ — Інерньюз                                 | Студентський альманах фільм 1-й"Державні діти" 40хв колір                               | | Кінооператор-постановник |
| 03.1997              | СТБ — Інерньюз                                 | Студенський альманах фільм 2-й «Многіїліта»40хв. колір                                  | Приз"Бронзовий вітязь" на МКФ слов"янських та православних народів«Золотий Вітязь»(Росія) | Кінооператор-постановник |
| 07.1997              | СТБ — Інерньюз                                 | Студентський альманах фільм 3-й «Собачий вальс» 40хв. колір                             | Диплом міжнародної конференції INPUT/ИНПУТ Приз за кращий документальний фільм на МКФ «Гей, фільмарі!» /м. Київ/ | Кінооператор постановник |
| 09.1997              | СТБ — Інерньюз                                 | Студентський альманах фільм 4-й «Залізні люді» 40хв. колір                              | Приз за найкращу режисуру на фестивалі екологічних фільмів в місті Ізмаіл. | Кінооператор-постановник |
| 11.1997              | СТБ — Інерньюз                                 | «Без любові» 20хв. колір                                                                | | Кінооператор-постановник |
| 02.1998              | СТБ — Інерньюз                                 | «…їхав грека» 20хв. колір                                                               | | Кінооператор-постановник |
| 05.1998              | СТБ — Інерньюз                                 | «Японський рай» 20хв. колір                                                             | | Кінооператор-постановник |
| 11.1998              | СТБ — Інерньюз                                 | «Мені боляче» 20хв. колір                                                               | | Кінооператор-постановник |
| 05.1998              | СТБ — Інерньюз                                 | «ДОСТОЙНО Є…» 20хв. колір                                                               | | Кінооператор=постановник |
| 05.1999              | СТБ — Інерньюз                                 | «GLORIA» 20хв. колір                                                                    | | Кінооператор-постановник |
| 03.2000              |                                                | «Юхим Звягільський» фільм 1-25хв. фільм 2-25хв. фільм 3-25хв.                           | | Кінооператор-постановник |
| 03.2000              |                                                | «Варіації долі» 30хв. колір                                                             | | Кінооператор-постановник |
| 09.2001              | Національна кінематека України Київнаукфільм   | «Любов небесна» 10хв. чорнобілий                                                        | Диплом «За найкращий фільм про киян» ІІ Всеукраїнського МКФ Літопис — Червона Калина ( Україна) Диплом "За поетичний кінообраз людини похилого віку " МКФ «Золотий Вітязь» (Россия) Диплом І-го ступеню МКФ «DAMAH»(США) Диплом та приз ХІІІ МКФ «Россия» (Екатеренбург)-2002 р. «За найкращий короткометражний фільм» | Кінооператор-постановник |
| 07.2002              | Судия «ОБЩЕЕ ДЕЛО»                             | «Достоевская девочка» 30хв. колір                                                       | | Кінооператор-постановник |
| 08.2002              | Національна кінематека України «Київнаукфільм» | «Вічной хрест» 30хв. чорнобілий                                                         | Головний приз та диплом УІІІ МКФ «Бархатний сезон» Диплом і приз «Найкращому режисеру» | Кінооператор-постановник |
| 12.2002              | Студія «Укртелефільм»                          | «Парад-алле. Династія Золло» 10хв. колір                                                | Диплом за 1-ше місце Міжнародного телекінофоруму «Вместе» (Ялта) | Кінооператор-постановник |
| 03.2003              |                                                | «Таемниці Миколи Гоголя» 60хв. колір                                                    | | Кінооператор-постановник |
| 11.2003              | Национальна киностудия им. О. П. Довженка      | «Троянський Спас» 90хв. колір                                                           | | Кінооператор-постановник |
| 02.2004              | Киностудия «FilmUA.»                           | «Джокер» 90хв. Колір                                                                    | | Кінооператор-постановник |
| 06.2004              | Киностудия «FilmUA.»                           | «Ігри дорослих дівчат» 90хв. колір                                                      | | Кінооператор-постановник |
| 02.2005              | Киностудия «FilmUA.»                           | «Банкірши» 8серій колір                                                                 | | Кінооператор-постановник |
| 11.2005              | Киностудия «FilmUA.»                           | «Мертвий, живий, небеспечний» 4серії килір                                              | | Кінооператор-постановник |
| 07.2006              | Киностудия «FilmUA»                            | «Повернути Віру» 90хв. колір                                                            | | Кінооператор-постановник |
| 11.2006              | Киностудия «FilmUA»                            | «Квартет на двох» 90хв. колір                                                           | | Кінооператор-постановник |
| 04.2007              | Киностудия «FilmUA»                            | «Ігри у солдатики» 90хв. колір                                                          | | Кінооператор постановник |
| 08.2007              | Киностудия «FilmUA»                            | «Донечка моя» 90хв. колір                                                               | | Кінооператор-постановник |
| 12.2007              | Киностудия «FilmUA»                            | «Гроші для доньки» 90хв. колір                                                          | | Кінооператор-постановник |
| 03.2007              | Киностудия «Star Media»                        | «Осінній вальс» 90хв. колір                                                             | | Кінооператор постановник |
| 10.2008              | Киностудия «Star Media»                        | «Женщина не склонна к авантюрам» 90хв. колір                                            | | Кінооператор-постановник |
| 02.2009              | Киностудия «Star Media»                        | «Право на помилування» 4серії колір                                                     | | Кінооператор-постановник |
| 12.2009              | Киностудия «Star Media»                        | «Крапля світла» 4серії колір                                                            | | Кінооператор-постановник |
| 01.2015              | 2+2                                            | «Гвардия» 4сер.                                                                         | | Оператор-постановщик     |
| 06.2016              | Пронто Фильм                                   | «Головна роль» 60 мин                                                                   | | Оператор-постановщик.    |